# Fisherhaven
Fisherhaven is een klein stadje in de Zuid-Afrikaanse provincie West-Kaap. Fisherhaven behoort tot de gemeente Overstrand dat onderdeel van het district Overberg is.